# Demiïvska (métro de Kiev)
Demiïvska (ukrainien : Деміївська) est une station de la ligne Obolonsko-Teremkivska (M2) du métro de Kiev. Elle est située dans le raïon de Holossiïv de la ville de Kiev en Ukraine.
Mise en service en 2010, elle est desservie par les rames de la ligne M2. Le service est arrêté ou perturbé depuis l'invasion de l'Ukraine par la Russie en 2022.

## Situation sur le réseau
Établie en souterrain, la station Demiïvska, est une station, de passage, de la Ligne Obolonsko-Teremkivska (M2) du métro de Kiev. Elle est située, entre la station Lybidska, en direction du terminus nord Heroïv Dnipra, et la station Holossiïvska, en direction du terminus sud, Teremky.
Elle dispose d'un quai central encadré par les deux voies de la ligne.

## Histoire
La station Demiïvska est mise en service le 15 décembre 2010, lors du prolongement de la ligne de Lybidska à Vassylkivska. Elle est réalisée par les architectes AT. Gneverev, T. Tselikovskaya, A. Jukhovsky, A. Nashivochniki et E. Plashchenko.

## Services aux voyageurs

### Desserte
Demiïvska, est desservie par les rames de la ligne Obolonsko-Teremkivska (M2).

Installations et desserte
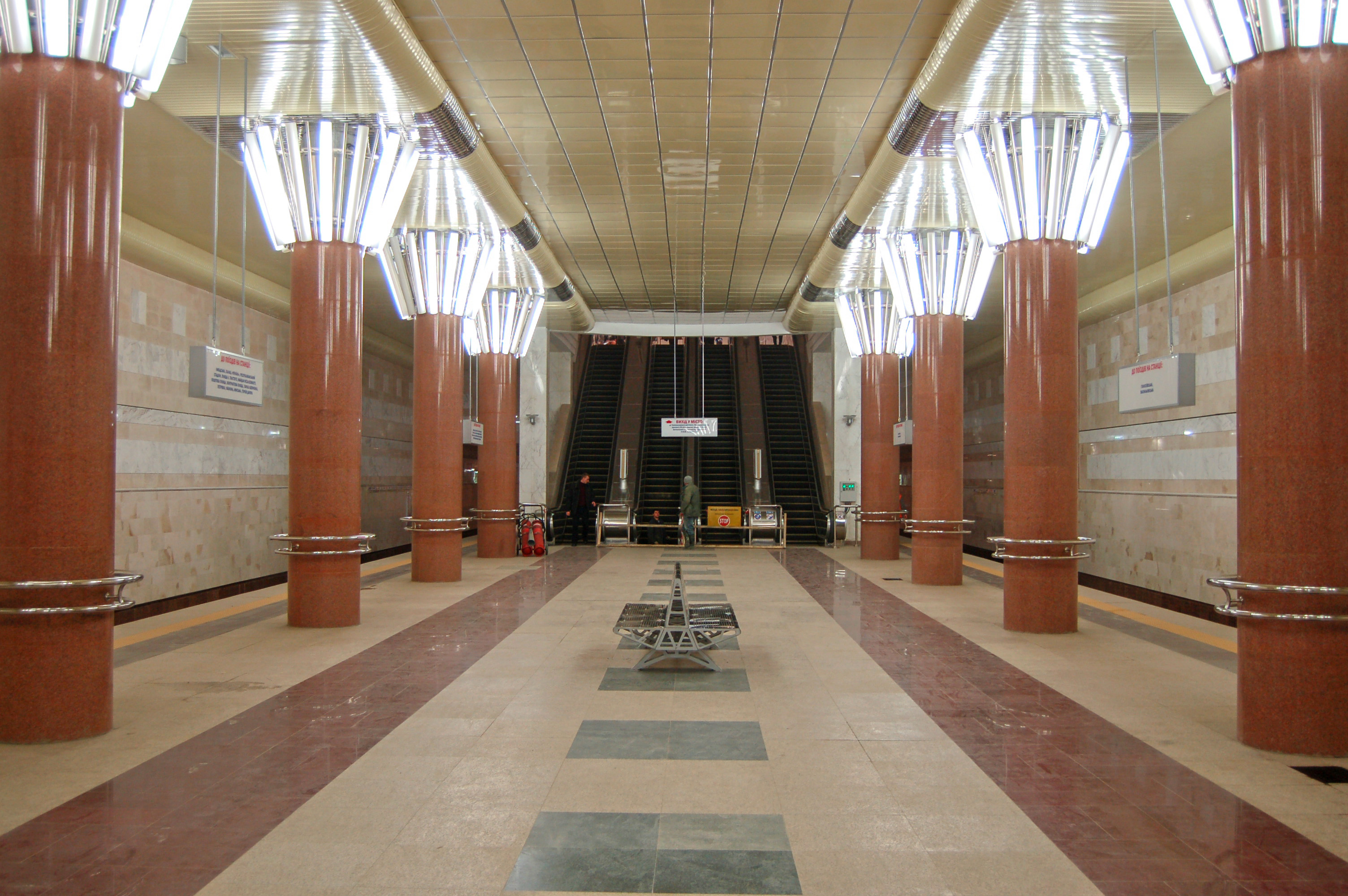
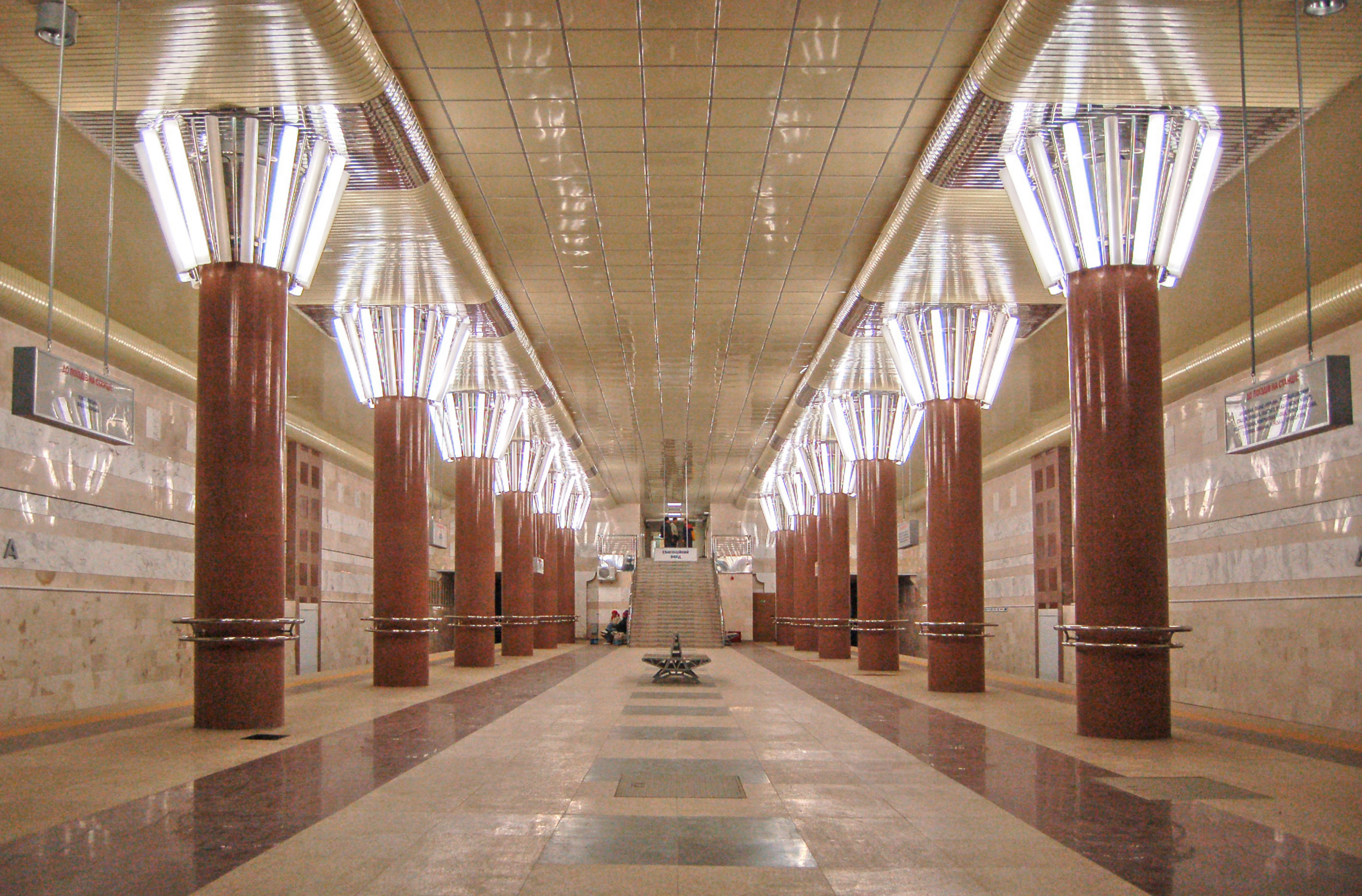
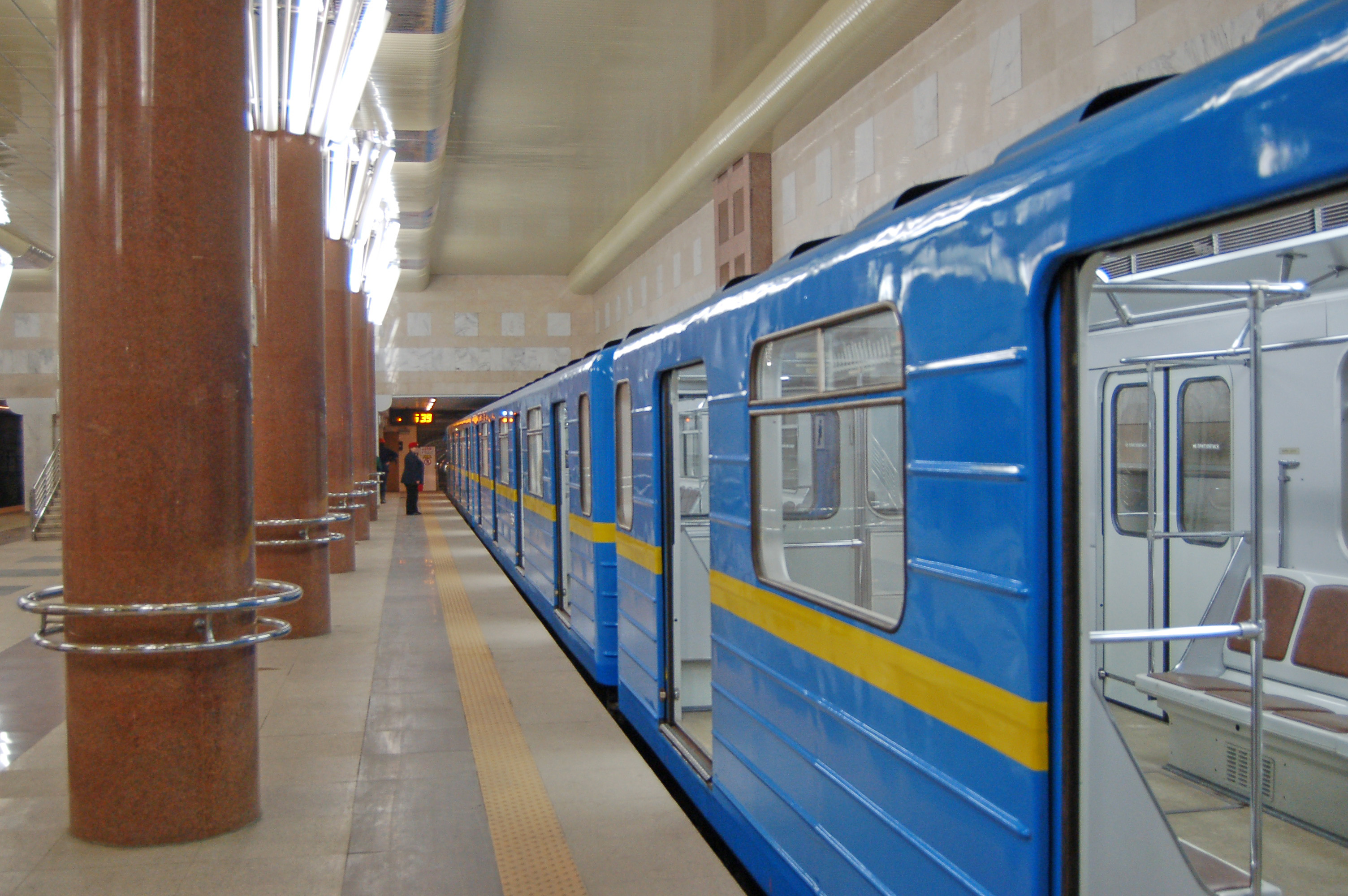

### Intermodalité
Accès vers la gare routière de Kiev.